# Marie De Bièvre
Marie De Bièvre, née à Saint-Josse-ten-Noode en 1865 et morte à Ixelles en 1940, est une artiste peintre belge qui peignait principalement des natures mortes au pastel.

## Biographie
Marie De Bièvre suit les cours à l'École d'art de Saint-Josse-ten-Noode. Elle se concentre sur la peinture de natures mortes et d'intérieurs. Ses toiles de natures mortes montrent fruits et fleurs disposés sur une tables avec de la vaisselle en porcelaine décorative, en verre ou en métal.
En 1883, De Bièvre est cofondatrice du Cercle des aquarellistes et des aquafortistes belges et membre de L'Union des Arts.
Elle habitait rue de Livourne, à Bruxelles.